# Budkovce
Budkovce este o comună slovacă, aflată în districtul Michalovce din regiunea Košice. Localitatea se află la altitudinea de 102 m deasupra n.m., se întinde pe o suprafață de 19,84 km2 și în 2017 număra 1.521 de locuitori.

## Istoric
Localitatea Budkovce este atestată documentar din 1220.

## Demografie
| An:                | 1994 | 2004   | 2014   | 2024 |
| ------------------ | ---- | ------ | ------ | ---- |
| Număr de persoane: | 1552 | 1476   | 1505   | 1505 |
| Diferență:         |      | −4,89% | +1,96% | +0%  |

| An:                | 2023 | 2024   |
| ------------------ | ---- | ------ |
| Număr de persoane: | 1490 | 1505   |
| Diferență:         |      | +1,00% |